# Hochstein
Hochstein lub Sibyllenstein (górnołuż. Žiwin, Žiwiny, 449 m n.p.m.) – najwyższy szczyt na Pogórzu Zachodniołużyckim w Sudetach Zachodnich, w południowo-wschodniej części Niemiec w Saksonii.

## Położenie
Wzniesienie położone jest w masywie Hochstein, na Pogórzu Zachodniołużyckim, około 4,5 km na południowy zachód od centrum miejscowości Elstra i 3,8  km na północny zachód od miejscowości Rammenaum. Masyw Hochstein tworzą trzy wzniesienia: Hochstein – 449 m n.p.m. oraz dwa mniejsze wzniesienia na jego zboczach Ohorner Steinberg (432 m n.p.m.) i Kuppe (396 m n.p.m.).

## Fizjografia
Wzniesienie o kopulastym kształcie i regularnych zboczach z dobrze wykształconą formacją skalną na szczycie, wyrastającą kilka metrów ponad niewielką wierzchowinę. Charakteryzuje się wyraźnie podkreślonymi dość stromo opadającymi do dolin rzecznych zboczami. Na skałach szczytowych zlokalizowane są platformy widokowe. Północno-zachodnie zbocze, pasem grzbietowym opada w stronę niewielkiego siodła, przechodząc w południowe zbocze niższego wzniesienia Ohorner Steinberg (432 m n.p.m.). Południowo-wschodnie zbocze łagodnie opada do siodła i przechodzi w północne zbocze niższego wzniesienia Kuppe (396 m n.p.m.). Zachodnie zbocze łagodnie opada w stronę miejscowości Ohorn do doliny rzeki Pulsnitz położonej ponad 100 metrów poniżej szczytu. Wschodnie zbocze dość stromo opada w stronę doliny rzeki Schwarze Elster (pol. Czarna Elstera) położonej około 200 m poniżej szczytu. Południowo-zachodnie i północno-wschodnie zbocze trawersują leśne drogi i ścieżki. Wzniesienie wyraźnie wydzielają dobrze wykształcone doliny rzeczne: od zachodu wzniesienie oddzielone jest doliną rzeki Pulsnitz, od wschodu doliną Schwarze Elster, a od bliźniaczych wzniesień oddzielone jest niewielkimi siodłami. Położenie wzniesienia, kopulasty kształt i wyraźnie podkreślona część szczytowa czynią wzniesienie rozpoznawalnym w terenie.

## Geologia

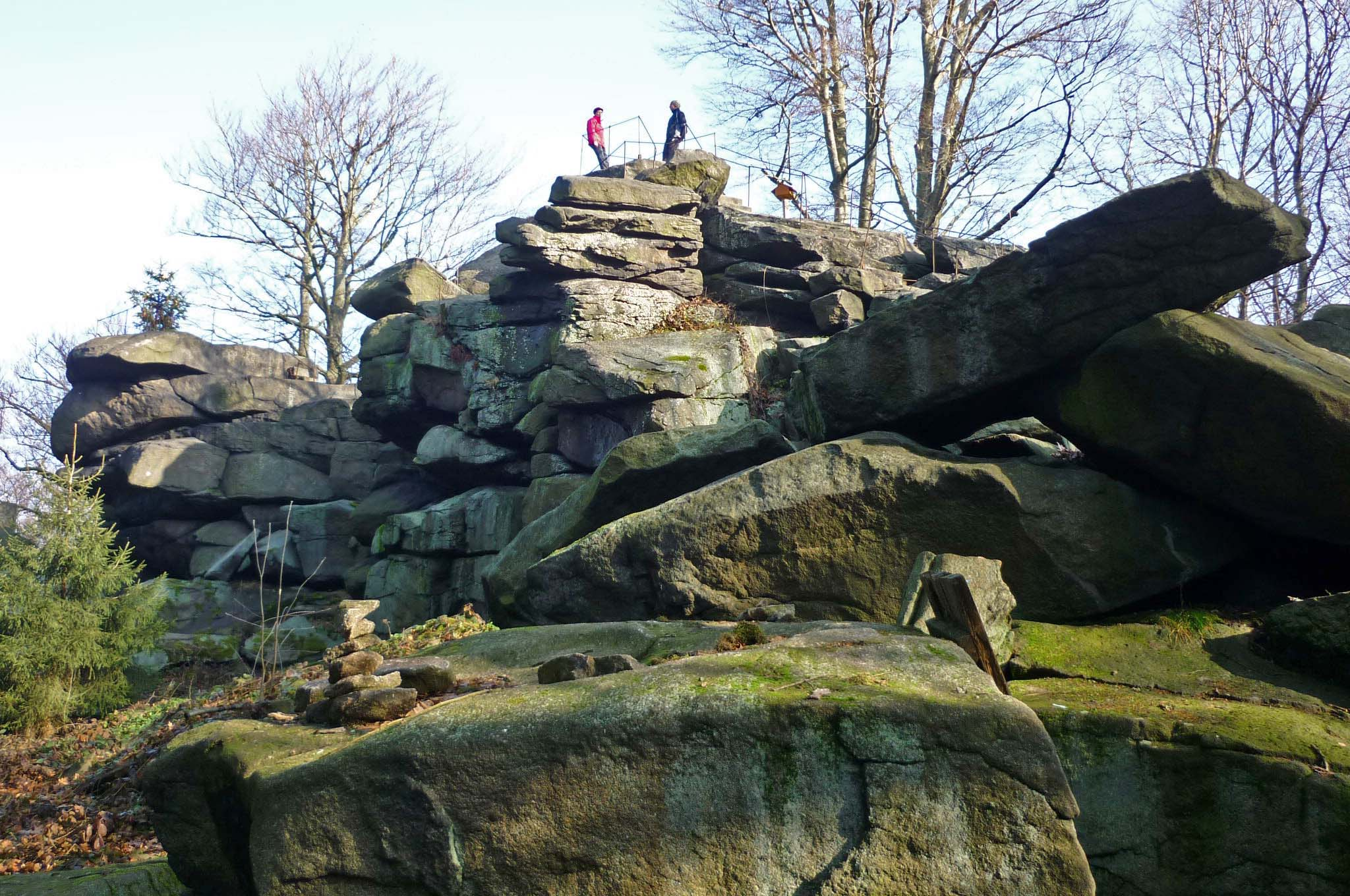
Formacja skalna na szczycie Hochstein

Skała szczytowa oraz wzniesienie zbudowane z granodiorytu zwanego granodiorytem łużyckim. Ostateczne uformowanie wzniesienia nastąpiło w okresie ostatnich zlodowaceń. Lodowiec ściął stożkowe wierzchołki góry i uformował zbocza. Zbocza wzniesienia pokrywa niewielkiej grubości warstwa młodszych osadów glin, żwirów, piasków i lessów z okresu zlodowaceń plejstoceńskich i osadów powstałych w chłodnym, peryglacjalnym klimacie.

## Legendy
Mieszkańcy okolic masywu Holchstein szczytowe skały na wzniesieniu nazywali „Teufelskanzel” (pol.Diabelska ambona) a północną platformę skalną nazwali „Teufels Tischblatt” (pol.Diabelska Tablica) na wgłębieniu, której wg legendy miały tańczyć duchy. Prawdopodobnie skała z miskowatym wgłębieniem na platformie skalnej o około 3-metrowej średnicy, pełniła w przeszłości funkcję ołtarza ofiarnego „Opferschalen” (pol. ofiarny krąg). Wgłębienie jako święte miejsce wykorzystywane było w przeszło ci do wzniecania ognia ofiarnego i sygnałowego. Pojedynczy duży kamień na północ od szczytu nazywany jest koniem Sybilly i stanowi „wyrocznię Hohensteina” porównywalną z domniemaną wyrocznią wzniesienia Czorneboh koło miejscowości Cunewalde, którego nazwa pochodzi od słowiańskiego bóstwa Czarnoboga. Wzniesienie wymieniane jest w wielu legendach, jedna z legend mówi, że w przeszłości góra była znacznie wyższa, lecz pod ciężarem ludzkich grzechów zagłębiła się do obecnej wysokości. Druga z legend mówi o rozległych podziemnych tunelach ze złotymi skarbami, z których rzeka od czasu do czasu szczególnie w okresie przesilenia letniego wynosi z podziemi ukryte skarby. Inna legenda głosi że, pogańscy bogowie, którym w przeszłości poświęcona było wzniesienie z powodu przechodzenia ludzi na chrześcijaństwo w gniewie wyprowadzili się na szczyt wzniesienia

## Nazewnictwo
W dokumencie granicznym z 1213 r. szczyt został nazwany niem. „Weißer Stein” (pol. 'Białym Kamieniem). Na saksońskiej liście z lat 1780–1825 wzniesienie nosi nazwę „Sybillen-Stein” (pol. Kamień Sybilli). Na obszarze Górnych Łużyc jest kilka wzniesień o nazwie Holchstein m.in. w pobliżu Kleindehsa oraz koło Königshaint. Nazwę Sybillenstein wprowadzono, aby wzniesienia nie mylono z innymi wzniesieniami. Wprowadzanie imienia do nazwy wzniesienia wiązało się ze starożytną tradycją opartą na umieszczaniu w nazwach mitologicznych kapłanek i bogiń, lub jest to imię żony właściciela dworu w Elstra. W kontekście przedchrześcijańskiej religijności Sybillenstein (pol. Kamień sybilli) występuje na wzniesieniach Czorneboh, Bieleboh i Keulenberg w pobliżu Oberlichtenau.

## Roślinność
Całe wzniesienie porasta las mieszany wschodnie zbocze poniżej poziomu 250 m zajmują łąki i pola uprawne.

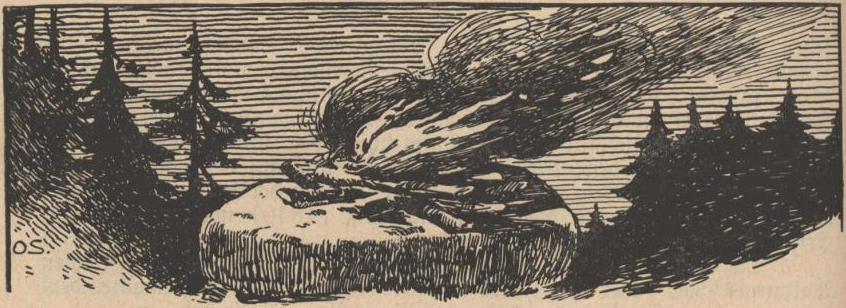
Misa ognista na skale rysunek z 1904 r.

## Turystyka
Na szczyt prowadzą szlaki turystyczne.
- zielony
- czerwony
- Widok z platformy widokowej zlokalizowanej na skałach szczytowych jest ograniczony przez drzewa.
- Wzniesienie zaliczane do Korony Sudetów Niemieckich